# 整体主义
整体主义作为诗歌流派由石光华、宋渠、宋炜和杨远宏等诗人于1984年成立。
整体主义诗歌创作方法认为人的本质意义在于存在和整体的关联之中，只有整体才是有意义的存在实体，诗歌的创作是将整体主义思想运用到诗歌文学实践中去。
作为整体主义的成员，宋渠、宋炜以创作诗歌为主，石光华、杨远宏除了创作诗歌之外也从事整体主义的理论研究和宣传。
1989年之后，整体主义的活动逐渐停止。

## 相关连接
- 中国诗歌库
- 中国诗歌史 （页面存档备份，存于）